# Beatriz Valdés
Beatriz Valdés   (l'Havana, 12 de maig de 1963) és una actriu de teatre, cinema i televisió cubana-veneçolana. Ha realitzat una part important de la seva carrera a Veneçuela. Posseeix la nacionalitat veneçolana, i actualment viu a Miami, Estats Units d'Amèrica.

## Biografia
Beatriz Valdés Fidalgo va néixer dins d'una família cubana i es va criar amb la seva mare i la seva família materna. A l'edat de 8 anys va iniciar cursos en un taller infantil d'instrucció artística; el més reconegut de l'Havana, on realitzava diverses activitats. Es va destacar en sèries juvenils i telenovel·les com Algo más que soñar (1984), una reeixida sèrie televisiva que relatava les vides i experiències de quatre joves reclutes de la Cuba de la dècada del 1970 i en la qual Beatriz interpretava a més un dels temes musicals, Ya se va aquella edad, compost per Pablo Milanés. També va protagonitzar la telenovel·la Tren de noviembre (1989) al costat de l'aleshores debutant Jorge Treto.
Al cinema la seva primera gran oportunitat li va arribar amb Los pájaros tirándole a la escopeta (1984), una comèdia dirigida per Rolando Díaz en la qual va tenir com a companys de repartiment als grans actors cubans Reinaldo Miravalles, Consuelo Vidal i Alberto Pujol, en una divertida història sobre un jove masclista que no entén que la seva madura mare s'enamori del pare de la seva xicota.
Van seguir pel·lícules com Lejanía (1985) de Jesús Díaz, que abordava el tema de l'exili i el retrobament d'una mare amb el seu fill; Como nosotros (1985) que narrava una història d'amor en el marc de la Guerra d'Independència cubana de 1985; Como la vida misma (1985), film de Víctor Casaus, inspirat en una obra teatral, centrada en els problemes dels joves en una escola al camp, i el seu major èxit La bella del Alhambra (1989), d'Enrique Pineda Barnet, basada en la novel·la Cançó de Rachel de Miguel Barnet, que narrava la vida d'una corista del cèlebre teatre de L'Havana Alhambra a principis de segle xx, època de glòria de teatre musical cubà enmig dels tèrbols esdeveniments i manejos polítics de la naixent República.
Va arribar a Veneçuela després de ser convidada al primer Fòrum Interamericà de Cinema en 1989. En aquelles dates dona a llum el seu primer fill Maurici i el 1991 torna de nou a terres veneçolanes per actuar en una pel·lícula que seria filmada a la ciutat de Mèrida anomenada Grisalla. En el rodatge de la producció va entaular una relació amb un jove que pertanyia a l'equip tècnic de la filmació i això la va fer radicar-se de manera definitiva a Veneçuela.
Tot i que la relació es va donar per acabada, l'actriu va decidir radicar-se a Veneçuela realitzant viatges constantment a Cuba per visitar la seva família. En els últims anys ha treballat en films cubans com Perfecto amor equivocado i el documental de- llargmetratge de Carlos Barba commemorant el vintè aniversari de l'estrena de La bella del Alhambra.

## Carrera artística
La seva gran oportunitat com a actriu va arribar l'any 1999 quan va ser designada per interpretar a Manuela Sáenz en una pel·lícula del director Diego Rísquez titulada Manuela Sáenz: La Libertadora del Libertador, paper que la va consagrar com a primera actriu i li obriria les portes del canal de Venevisión, en el qual ha aconseguit exercir-se en telenovel·les que majoritàriament han estat escrites per l'escriptor Leonardo Padrón, en les quals ha interpretat des de dones d'origen humil fins famoses empresàries i dones de prestigi.

### Sèries
| Any  | Sèrie            | Paper          | Cadena     |
| ---- | ---------------- | -------------- | ---------- |
| 2014 | Demente criminal | Andrea Echetto | Venevisión |

### Telenovel·les
| Any  | Telenovel·la                  | Paper                            | Cadena           |
| ---- | ----------------------------- | -------------------------------- | ---------------- |
| 2018 | Mi familia perfecta           | Mireya de Ramírez                | Telemundo        |
| 2015 | Toni, la chef                 | Ángela                           |                  |
| 2013 | Santa diabla                  | Begoña Flores vda. de Martínez   | Telemundo        |
| 2012 | Válgame Dios                  | Guillermina López                | Venevision       |
| 2010 | La mujer perfecta             | Maruja Pacheco vda. de Reverón   | Venevision       |
| 2009 | La vida entera                | Olimpia Duque                    | Venevision       |
| 2008 | Arroz con leche               | Manuela de Pacheco               | Venevision       |
| 2006 | Ciudad Bendita                | Trina Medina Pacheco de Palacios | Venevision       |
| 2006 | Voltea pa' que te enamores    | Yesénia                          | Venevision       |
| 2005 | El amor las vuelve locas      | Scarlet Lugo                     | Venevision       |
| 2003 | Cosita Rica                   | Prodigio Vargas                  | Venevision       |
| 2002 | Las González                  | Magnolia                         | Venevision       |
| 2001 | Guerra de mujeres             | Gisela                           | Venevision       |
| 2000 | Amantes de luna llena         | Sol Rigores                      | Venevision       |
| 1999 | Luisa Fernanda                | Dinora Rodríguez                 | RCTV             |
| 1998 | Reina de corazones            | Salomé de Santos                 | RCTV             |
| 1998 | Cambio de piel                | Yolanda Urbieta                  | RCTV             |
| 1996 | Volver a vivir                | Libertad Rodríguez de Fonseca    | RCTV             |
| 1993 | El paseo de la gracia de Dios | Guadalupe                        | Venevision       |
| 1992 | Piel                          |                                  | Marte Televisión |
| 1984 | Algo más que soñar            |                                  |                  |

### Teatre
| Any  | Obra       | País                   |
| ---- | ---------- | ---------------------- |
| 2014 | El cartero | Estats Units d'Amèrica |

### Filmografia
| Any  | Pel·lícula                          | País      | Direcció              |
| ---- | ----------------------------------- | --------- | --------------------- |
| 2013 | Azul y no tan rosa                  | Veneçuela | Miguel Ferrari        |
| 2004 | Perfecto amor equivocado            | Cuba      | Gerardo Chijona       |
| 2003 | Amor en concreto                    | Veneçuela | Diego Risquez         |
| 2000 | Manuela Sáenz                       | Veneçuela | Diego Risquez         |
| 1998 | 100 años de perdón                  | Veneçuela |                       |
| 1997 | La voz del corazón                  | Veneçuela |                       |
| 1989 | La bella del Alhambra               | Cuba      | Enrique Pineda Barnet |
| 1987 | Hoy como ayer                       |           |                       |
| 1987 | Capablanca                          | Cuba      | Manuel Herrera        |
| 1987 | Como la vida misma                  | Cuba      | Víctor Casaus         |
| 1985 | Lejanía                             | Cuba      | Jesús Díaz            |
| 1984 | Los pájaros tirándole a la escopeta | Cuba      | Rolando Díaz          |
| 1970 | Una nueva criatura                  |           |                       |

## Premis i reconeixements
| Any  | Premi             | Categoria                 | Treballs   | Resultats |
| ---- | ----------------- | ------------------------- | ---------- | --------- |
| 2014 | Miami Life Awards | Actriu secundària, teatre | El cartero | Guanyador |